# جون غارلاند (عسكري)
جون غارلاند (بالإنجليزية: John Garland)‏ هو عسكري أمريكي، ولد في 1792 في فرجينيا في الولايات المتحدة، وتوفي في 5 يونيو 1861 في نيويورك في الولايات المتحدة.